# Björn Kjellman
John Björn Sture Kjellman, född 4 juni 1963 i Östra Grevie, är en svensk skådespelare och sångare.

## Biografi
Kjellman är uppvuxen i Trelleborg och Vellinge. 1983–1987 utbildade han sig på Teaterhögskolan i Malmö, där han gick i samma klass som bland andra Rikard Wolff och Gerhard Hoberstorfer.  Han scendebuterade 1986 på Stockholms stadsteater i pjäsen Affären Danton. Han har spelat flera huvudroller i populära svenska filmer, såsom Adam & Eva, kritiker- och tittarrosade Vägen ut och komedin Klassfesten. 2004 spelade han den begränsade men betydelsefulla rollen som den sexfingrade musikläraren, Greger, i filmatiseringen av Mikael Niemis kultroman Populärmusik från Vittula.
Han är också mycket kunnig i Melodifestivalen och Eurovision Song Contest. I Melodifestivalen 2006 medverkade han själv och framförde balladen "Älskar du livet", skriven av Calle Kindbom och Dan Fernström, som slutade på en 9:e plats (näst sist) i finalen.
1996 vann han pris för bästa manliga musikalartist för sin insats i pjäsen Little Shop of Horrors. 2004–2006 spelade han Charlotte von Mahlsdorf i pjäsen Jag är min egen fru på Stockholms stadsteater. 2007–2008 gjorde han även huvudrollen i en uppsättning av Don Juan i Soho, även den på Stockholms stadsteater. 2000 vann han Guldbaggen för bästa manliga huvudroll för sin tolkning av den hämndlystne men idealistiske regissören Reine i Vägen ut. 
Kjellman är gift med Kajsa Aronsson. Paret har tre barn.
Sedan januari 2021 spelar han Stig i Icas reklamfilmer.

## Teater

### Roller (ej komplett)
| År   | Roll                                                 | Produktion                                                                                | Regi               | Teater                   |
| ---- | ---------------------------------------------------- | ----------------------------------------------------------------------------------------- | ------------------ | ------------------------ |
| 1991 |                                                      | Press! Ett obehagligt stycke (Silly Cow) Ben Elton                                        | Lars Amble         | Vasateatern              |
| 1995 | Septimus Hodge                                       | Arkadien (Arcadia) Tom Stoppard                                                           | Frej Lindqvist     | Stockholms stadsteater   |
| 1995 | Seymour Krelborn                                     | Little shop of horrors Alan Menken och Howard Ashman                                      | Thomas Ryberger    | Chinateatern             |
| 2000 | Alceste                                              | Molières Misantrop (Molières misanthrope) Botho Strauss                                   | Alexa Ther         | Göteborgs stadsteater    |
| 2004 | Charlotte von Mahlsdorf                              | Jag är min egen fru (I Am My Own Wife) Doug Wright                                        | Rickard Günther    | Stockholms stadsteater   |
| 2012 | Mortimer Brewster                                    | Arsenik och gamla spetsar (Arsenic and Old Lace) Joseph Kesselring                        | Ronny Danielsson   | Fredriksdalsteatern      |
| 2013 | Bernadette                                           | Priscilla, Queen of the Desert Stephan Elliott och Allan Scott                            | Simon Philips      | Göta Lejon               |
| 2015 | Mannen i fåtöljen                                    | Förklädet (The Drowsy Chaperone) Bob Martin, Don McKellar, Lisa Lambert och Greg Morrison | Edward af Sillén   | Göta Lejon               |
| 2017 | Egon Erik Gunnarsson Leon                            | Den tatuerade änkan Lars Molin                                                            | Jonna Nordenskiöld | Scalateatern             |
| 2018 | Doolittle Higgins                                    | My Fair Lady Alan Jay Lerner och Frederick Loewe                                          | Elisa Kragerup     | Kulturhuset Stadsteatern |
| 2018 | Arne                                                 | Så som i himmelen Fredrik Kempe, Kay Pollak och Carin Pollak                              | Markus Virta       | Oscarsteatern            |
| 2021 | Louis Leplée Raymond Asso Jean Cocteau Jacques Pills | Forever Piaf Rikard Bergqvist                                                             | Rikard Bergqvist   | Göta Lejon               |
| 2023 | Lennart Föhn                                         | Revisorn (Ревизо́р, Revizór) Nikolaj Gogol                                                 | Frida Röhl         | Kulturhuset Stadsteatern |
| 2024 | Tommy                                                | En runda till (Druk) Thomas Vinterberg och Claus Flygare                                  | Lisa James Larsson | Scalateatern             |

## Filmografi i urval
- 1985 – Jane Horney (TV-serie)
- 1986 – Bröderna Mozart
- 1987 – Hip hip hurra!
- 1988 – Råttornas vinter
- 1990 –  Skyddsängeln
- 1991 – Riktiga män bär alltid slips
- 1991 – Fasadklättraren (TV-serie)
- 1991 – Den goda viljan (TV-serie)
- 1991 – Joker
- 1992 – En komikers uppväxt (TV-serie)
- 1992 – Svart Lucia
- 1994 – Frihetens skugga (TV-serie)
- 1994 – Bara du & jag
- 1995 – Hundarna i Riga
- 1995 – Lust och fägring stor
- 1996 – Blackout (kortfilm)
- 1997 – Adam & Eva
- 1997 – Skärgårdsdoktorn (TV-serie)
- 1997 – Pelle Svanslös (Julkalender)
- 1998 – Zingo
- 1998 – Ett småkryps liv (röst till Flip)
- 1999 – Vägen ut
- 2000 – Livet är en schlager
- 2000 – Hundhotellet (röst till Ke Ping)
- 2000 – Pelle Svanslös och den stora skattjakten
- 2001 – Så vit som en snö
- 2002 – Klassfesten
- 2003 – Se till vänster, där går en svensk
- 2004 – Populärmusik från Vittula
- 2004 – Hip hip hora!
- 2005 – Madagaskar (röst till Alex)
- 2008 – Madagaskar 2 (röst till Alex)
- 2008 – Pälsen
- 2009 – Oskar, Oskar
- 2010 – Fyra år till
- 2010 – Himlen är oskyldigt blå
- 2011 – Kyss mig
- 2011 – Försvunnen
- 2012 – Nobels testamente
- 2012 – Prime Time
- 2012 – Studio Sex
- 2012 – Den röda vargen
- 2012 – Livstid
- 2012 – En plats i solen
- 2012 – Torka aldrig tårar utan handskar (TV-serie)
- 2014 – Partaj (TV-serie)
- 2014 – Livet i Bokstavslandet (TV-serie)
- 2016 – 30 grader i februari (TV-serie)
- 2016 – Jag älskar dig – en skilsmässokomedi
- 2016 –  Delhis vackraste händer (TV-serie)
- 2017 – Fallet (TV-serie)
- 2019–2022 – Heder (TV-serie)
- 2020 – Kärlek och anarki (TV-serie)
- 2022 – Tisdagsklubben
- 2022 – Göta kanal 4 – Vinna eller försvinna

## Diskografi

### Singlar
- 2006 – Älskar du livet

## Ljudboksuppläsningar (urval)
- 2007 – Ett minne för livet av:   Kristina Fröling
- 2009 – Karolus Karlssons liv och verk av:  Kjell Johansson
- 2017 – Harry Potter-serien av J.K. Rowling[16]
- Pelle Svanslös
- Loranga Masarin och Dartanjang